# Колба Бунзена

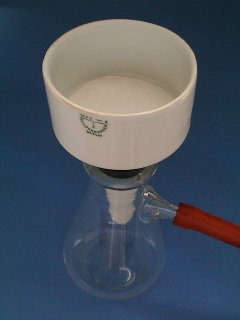
Колба Бунзена із керамічною лійкою Бюхнера.

Колба Бунзена — плоскодонна конічна колба з боковим отвором чи тубусом виготовлена із товстого скла. Використовується для фільтрування при створеному пониженому тиску у колбі. Служить для зливу фільтрату. Колба Бунзена може бути використана і для іншої мети, наприклад, для отримання газів при хімічних реакціях, а також як запобіжна посудина при вакуумних процесах.
Колба названа в честь німецького хіміка Роберта Бунзена.